# The Sweetener Sessions
The Sweetener Sessions (oficialmente American Express x Ariana Grande: The Sweetener Sessions) fue la segunda gira de conciertos promocional de la cantante y compositora estadounidense Ariana Grande realizada con el fin de promocionar y celebrar la salida al mercado de su tan anticipado cuarto álbum de estudio Sweetener (2018). La serie de cuatro conciertos comenzó el 20 de agosto de 2018 en el Irving Plaza de la ciudad de Nueva York tras la actuación de Grande en los 2018 MTV Video Music Awards. La gira está prevista para terminar en Londres con un concierto programado sine die. La empresa patrocinadora del tour es la institución financiera estadounidense American Express.

## Antecedentes
En junio de 2018, Grande expresó sus intenciones de organizar algunas sesiones de escucha exclusivas para promocionar el lanzamiento de Sweetener. El 6 de agosto, la cantante anunció una fiesta de pijamas donde ella misma y Zach Sang serían los anfitriones. Esta tomó lugar al día siguiente en Los Ángeles. En ella, múltiples fanes de Grande pudieron escuchar más de la mitad del álbum así como platicar con la cantante. El 8 de agosto, Grande anunció The Sweetener Sessions (oficialmente American Express x Ariana Grande: The Sweetener Sessions) una serie de tres conciertos patrocinados por American Express muy parecidos a la fiesta con Sang. Las entradas para dichos eventos se pusieron a la venta al día siguiente. Esta serie de conciertos serán llevados a cabo en Nueva York (tras su interpretación en los MTV Video Music Awards), Chicago y Los Ángeles el 20, 22 y 25 de agosto respectivamente. El 10 de agosto, Grande anunció que sería la anfitriona de una fiesta de lanzamiento virtual de Sweetener el 16 de agosto, tras su aparición en The Tonight Show Starring Jimmy Fallon. El 28 de agosto, Capital FM anunció el último concierto de la gira el cual se llevará a cabo en Londres. Las entradas solamente se podrán adquirir mediante la intensa escucha de la emisora inglesa.

## Recepción

### Crítica
La crítica aplaudió el primer show de esta nueva gira de Grande al ser «un espectáculo que no pretende llamar la atención sino hacer de la música la protagonista de este.» Grande llegó al Irving Plaza desde los VMAs con una multitud no muy grande pero si muy animada y deleitada ante la voz de la cantante. La estadounidense improvisó completamente el repertorio del espectáculo desde la primera hasta la última canción. «No tenemos ningún plan en absoluto. Simplemente conocemos la música y queremos pasar el rato» dijo la cantante; haciendo de la velada una noche de micrófono abierto con Madonna presente en el palco del recinto. La crítica generalmente aclamó The Sweetener Sessions por su «personalidad, naturalidad, calor e informalidad».

### Comercial
Las entradas para los tres primeros conciertos se pudieron adquirir desde el 9 de agosto de 2018. Dichas entradas solo podían ser adquiridas por quienes estuvieran asociados con la empresa financiera American Express, es decir, quienes tuvieran a su disposición las tarjetas de pago de la compañía. Los más de mil boletos para el primer espectáculo en el Irving Plaza se agotaron en cuestión de segundos.

## Repertorio
| Nueva York |
| --- |
| 1. «Breathin» 2. «R.E.M.» 3. «Better Off» 4. «Sweetener» 5. «Successful» 6. «Pete Davidson» 7. «Borderline» 8. «Everytime» 9. «Goodnight n Go» 10. «God Is a Woman» 11. «Get Well Soon» 12. «No Tears Left to Cry» 13. «Raindrops (An Angel Cried)» |

| Chicago |
| --- |
| 1. «Raindrops (An Angel Cried)» 2. «Blazed» 3. «Goodnight n Go» 4. «Honeymoon Avenue» 5. «Everytime» 6. «Sweetener» 7. «Successful» 8. «Pete Davidson» 9. «Better Off» 10. «Breathin» 11. «God Is a Woman» 12. «R.E.M.» 13. «Get Well Soon» 14. «No Tears Left to Cry» 15. «Be Alright» 16. «Right There» 17. «Tattoed Heart» 18. «Be My Baby» 19. «Best Mistake» 20. «Break Your Heart Right Back» 21. «One Last Time» |

| Los Ángeles |
| --- |
| 1. «Breathin» 2. «Only 1» 3. «Sweetener» 4. «Successful» 5. «Blazed» 6. «Goodnight n Go» 7. «Be My Baby» 8. «Everytime» 9. «R.E.M.» 10. «Borderline» 11. «Better Off» 12. «Pete Davidson» 13. «God Is a Woman» 14. «No Tears Left to Cry» 15. «Get Well Soon» 16. «Raindrops (An Angel Cried)» |

| Londres |
| --- |
| 1. «Raindrops (An Angel Cried)» 2. «Blazed» 3. «R.E.M.» 4. «God Is a Woman» 5. «Better Off» 6. «Everytime» 7. «Goodnight n Go» 8. «Sweetener» 9. «Successful» 10. «Pete Davidson» 11. «Honeymoon Avenue» 12. «You'll Never Know» 13. «Borderline» 14. «Sweetener» 15. «No Tears Left to Cry» 16. «Tattooed Heart» 17. «Get Well Soon» 18. «Breathin» 19. «One Last Time» 20. «Best Mistake» 21. «Why Try» 22. «Right There» |

## Fechas
| Fecha                   | Ciudad       | País           | Recinto      |
| Norteamérica            | Norteamérica | Norteamérica   | Norteamérica |
| ----------------------- | ------------ | -------------- | ------------ |
| 20 de agosto de 2018    | Nueva York   | Estados Unidos | Irving Plaza |
| 22 de agosto de 2018    | Chicago      | Estados Unidos | Vic Theatre  |
| 25 de agosto de 2018    | Los Ángeles  | Estados Unidos | Ace Theater  |
| Europa                  |              |                |              |
| 4 de septiembre de 2018 | Londres      | Reino Unido    | KOKO         |